# Tinodes jicha
Tinodes jicha är en nattsländeart som beskrevs av Malicky och Chantaramongkol 1989. Tinodes jicha ingår i släktet Tinodes och familjen tunnelnattsländor. Inga underarter finns listade i Catalogue of Life.